# الحزب الفيدرالي الكيني
الحزب الفيدرالي الكيني هو حزب سياسي في كينيا.

## التاريخ
رشح الحزب 20 مرشحًا في الجمعية الوطنية للانتخابات العامة لعام 2007، وحصل على 0.2٪ من الأصوات وفشل في الفوز بمقعد.
في انتخابات عام 2013، رشح الحزب 56 مرشحًا للجمعية الوطنية؛ زادت حصته في الأصوات إلى 1.6٪ وفاز بثلاثة مقاعد؛  مايكل أرينجو أونيورا من بوتولا وبيتر سفاري شيخ في غانزي وتشارلز جيموس في هاميسي. كما فاز بمقعد واحد في مجلس الشيوخ لعلي عبدي بولي في مقاطعة نهر تانا.

## روابط خارجية
- federalpartyعلى تويتر.